# Place Édouard-VII
La place Édouard-VII est une voie du 9e arrondissement de Paris, en France.

## Situation et accès
La place Édouard-VII est une voie située dans le 9e arrondissement de Paris.
Le quartier est desservi par les lignes 3, 7 et 8 à la station Opéra, par les lignes 8, 12 et 14 à la station Madeleine.

## Origine du nom

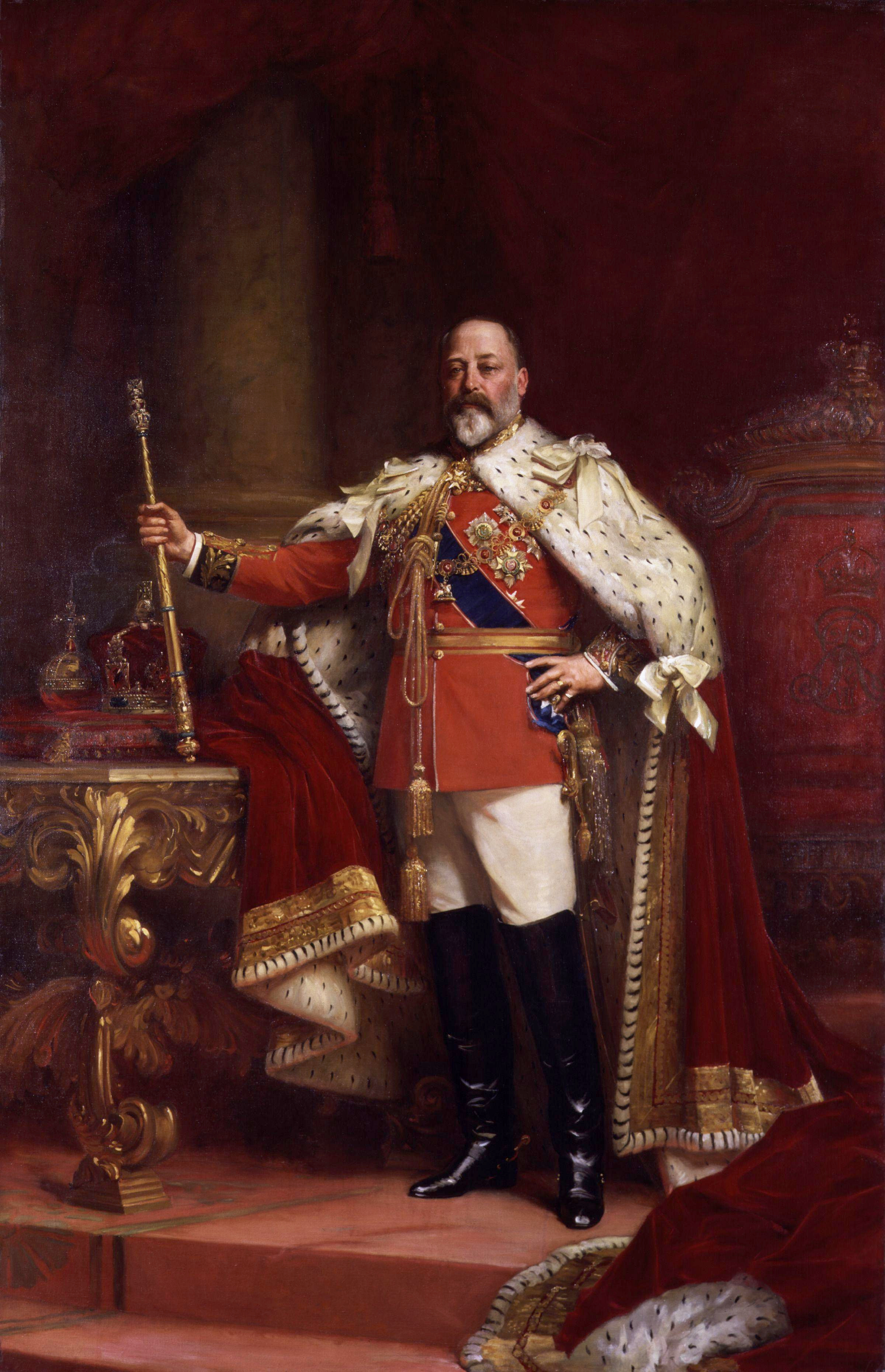
Édouard VII.

Elle porte le nom d'Édouard VII (1841-1910), souverain du Royaume-Uni et des dominions.

## Historique

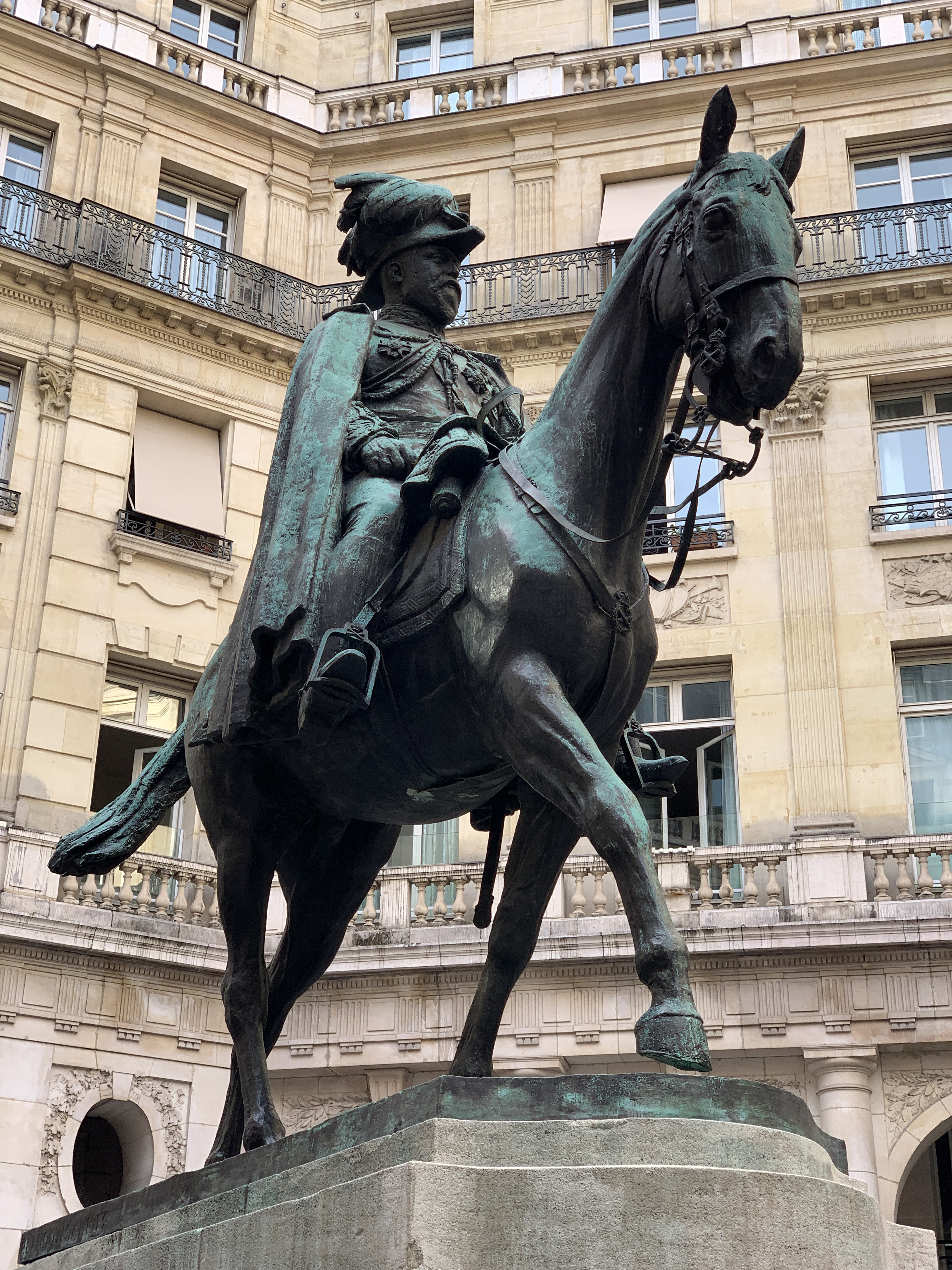
Statue équestre d’Édouard VII.

La place, dessinée par l’architecte Henri-Paul Nénot , est créée sur un terrain dont la majeure partie était auparavant occupée par deux grands établissements de location de voitures. Le projet prévoit de l’entourer de galeries couvertes, « analogues à celles de la rue de Rivoli mais plus élégantes ». En janvier et février 1911, la plus grande partie des anciens immeubles est détruite. La dépense globale est évaluée à 30 millions de francs. La place prend sa dénomination actuelle en 1912.
En 1913, le quotidien Comœdia en fait une description enthousiaste : « La place Édouard-VII avec sa belle statue équestre du défunt roi, avec ses arcades élégantes, sera, à n’en pas douter, une des attractions de Paris. L’hôtel qui va ouvrir en avril, les luxueux magasins qui l’entourent, formeront un ensemble d’une originalité et d’un charme exceptionnels. Encore que de proportions plus restreintes, la place Édouard-VII mérite par l’unité de sa conception et la pureté de son style, d’être citée à la suite de la place de la Concorde, de la place Vendôme et de la place des Vosges. »
La statue d’Édouard VII est inaugurée le 26 janvier 1914. À cette occasion, la rue et la place sont largement pavoisées aux couleurs anglaises et françaises et un « nombre considérable de personnalités » se réunissent pour assister à la cérémonie.
En 1942, la statue est déboulonnée et jetée au sol par un groupe d’une cinquantaine de manifestants,.
En 1996, une équipe d’architectes investit le quartier avec pour mission de « faire renaître » l’îlot Édouard-VII en rendant la rue et la place piétonnières, en y réimplantant des commerces et en y laissant pénétrer davantage la lumière.

## Bâtiments remarquables et lieux de mémoire

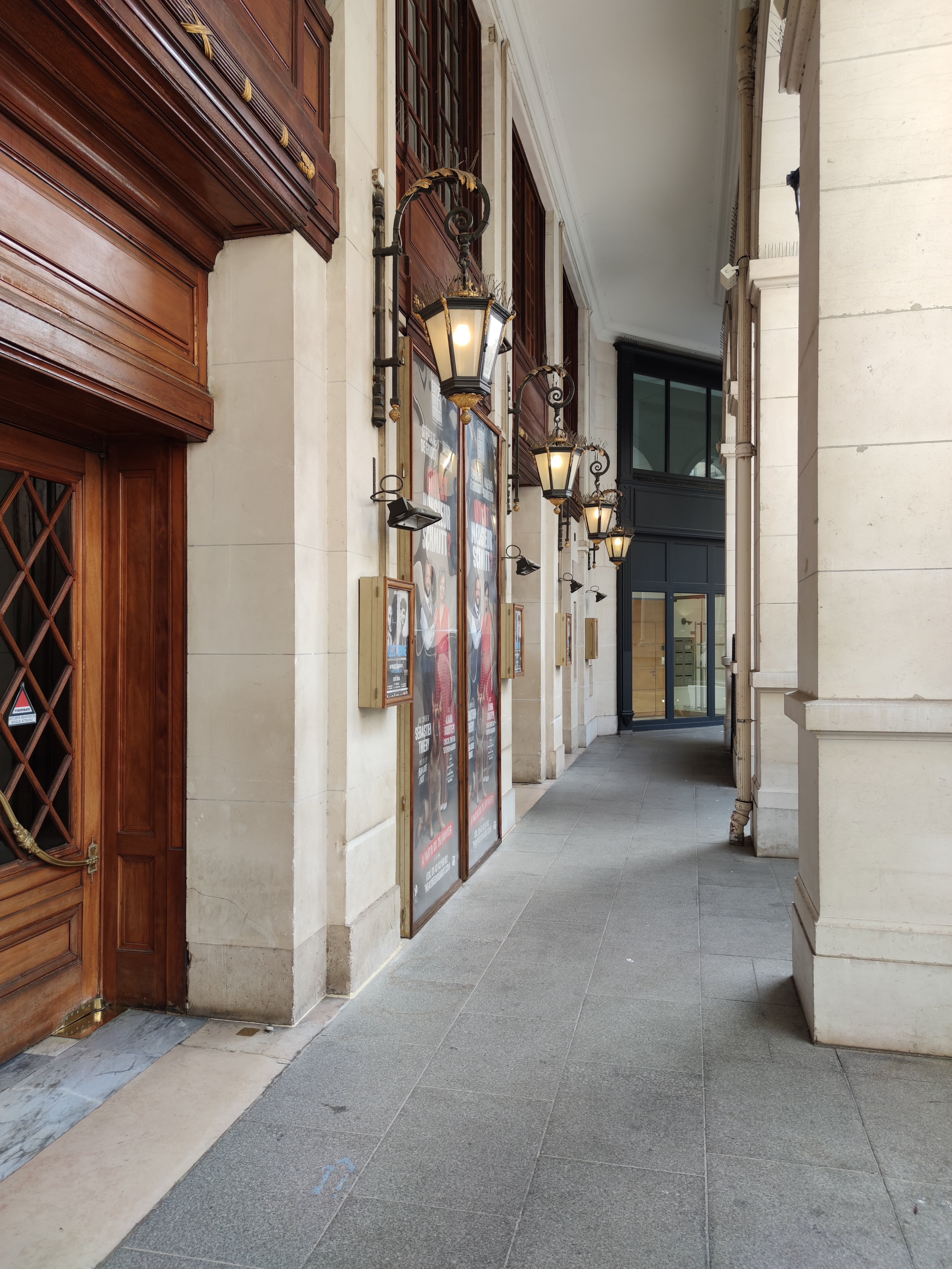
No 10.

- La place est ornée de la Statue équestre d'Édouard VII de Paul Landowski.
- No 7 : à cette adresse ouvre en avril 1913 l’hôtel Édouard-VII[3]. En 1921 est organisée une vente aux enchères du mobilier garnissant les 60 chambres ou salons de style Louis XVI de l’hôtel[8].
- No 8 : en 1924, la Revue d’Alsace et de Lorraine a son siège à cette adresse[9].
- No 10 : théâtre Édouard-VII, ayant ouvert ses portes en 1916[10]. Un panneau en façade signale que « sur la scène du théâtre Édouard-VII de 1920 à 1948 Sacha Guitry créa 15 de ses plus belles pièces ». L’édifice est  Inscrit MH (1977) (façades, toitures, vestibule, foyer, salle avec leur décor)[11].